# 凯南·希姆谢克
凯南·希姆谢克（土耳其語：Kenan Şimşek，1968年6月1日—），土耳其男子摔跤运动员。他曾代表土耳其参加1992年夏季奥林匹克运动会摔跤比赛，获得男子自由式90公斤级银牌。